# Чемпионат мира по лёгкой атлетике в помещении 2016 — эстафета 4×400 метров (женщины)
Соревнования в эстафете 4×400 метров у женщин на чемпионате мира по лёгкой атлетике в помещении в американском Портленде прошли 20 марта 2016 года на арене «Oregon Convention Center».
Действующим зимним чемпионом мира в эстафете 4×400 метров являлась сборная США.

## Рекорды
До начала соревнований действующими были следующие рекорды в помещении.
| Мировой рекорд                 | Россия · Юлия Гущина · Ольга Котлярова · Ольга Зайцева · Олеся Красномовец       | 3.23,37 | Глазго, Великобритания | 28 января 2006  |
| Рекорд чемпионатов мира        | Россия · Олеся Красномовец · Ольга Котлярова · Татьяна Лёвина · Наталья Назарова | 3.23,88 | Будапешт, Венгрия      | 7 марта 2004    |
| Лучший результат сезона в мире | Техасский университет Крисанн Гордон Моролаке Акиносун Ариэль Джонс Кортни Около | 3.27,94 | Фейетвилл, США         | 13 февраля 2016 |

## Расписание
| Дата          | Время | Раунд соревнований |
| ------------- | ----- | ------------------ |
| 20 марта 2016 | 14:20 | Финал              |

Время местное (UTC-8)

## Медалисты

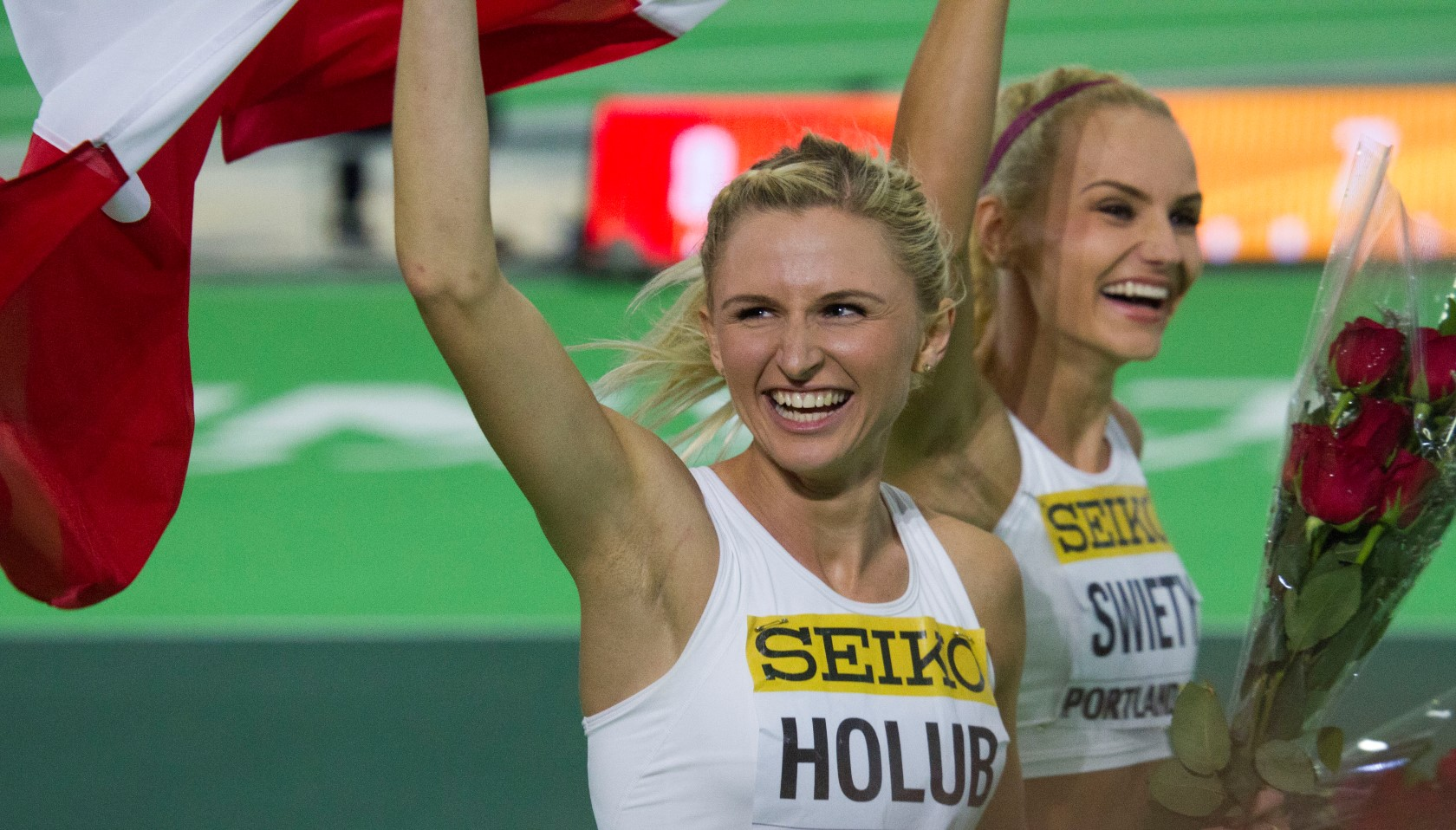
Малгожата Голуб и Юстина Свенти празднуют серебро сборной Польши

| Золото                                                             | Серебро                                                                        | Бронза                                                                  |
| США · Наташа Хастингс · Куанера Хейз · Кортни Около · Эшли Спенсер | Польша · Эвелина Птак · Малгожата Голуб · Магдалена Гошковская · Юстина Свенти | Румыния · Аделина Пастор · Мирела Лаврич · Андреа Миклос · Бьянка Рэзор |

## Результаты
Обозначения: WR — Мировой рекорд | AR — Рекорд континента | CR — Рекорд чемпионатов мира | NR — Национальный рекорд | WL — Лучший результат сезона в мире | SB — Лучший результат в сезоне | DNS — Не стартовали | DNF — Не финишировали | DQ — Дисквалифицированы

Финал в эстафете 4×400 метров у женщин состоялся 20 марта 2016 года. Основная борьба должна была развернуться между сборными США и Ямайки, однако в середине первого этапа ямайская бегунья Патрисия Холл упала при контакте с соперницей. После этого хозяева чемпионата одержали уверенную победу, выиграв у серебряных призёров почти 5 секунд.
| Место | Команда                                                                               | Результат | Примечания |
| ----- | ------------------------------------------------------------------------------------- | --------- | ---------- |
| 1     | США (Наташа Хастингс, Куанера Хейз, Кортни Около, Эшли Спенсер)                       | 3:26.38   | WL         |
| 2     | Польша (Эвелина Птак, Малгожата Голуб, Магдалена Гошковская, Юстина Свенти)           | 3:31.15   | SB         |
| 3     | Румыния (Аделина Пастор, Мирела Лаврич, Андреа Миклос, Бьянка Рэзор)                  | 3:31.51   | SB         |
| 4     | Нигерия (Маргарет Бамгбоуз, Реджина Джордж, Тамека Джеймесон, Ада Бенджамин)          | 3:34.03   | SB         |
| 5     | Украина (Анастасия Лебедь, Ольга Бибик, Анастасия Брызгина, Джойс Коба)               | 3:40.42   | SB         |
| 6 !   | Ямайка (Патрисия Холл, Крисанн Гордон, Анниша Маклафлин-Уилби, Стефени Энн Макферсон) | DNF       |            |